# Oggi (periodico)
Oggi è una rivista italiana, edita da RCS Periodici. È uno dei settimanali popolari più diffusi, con una tiratura di 383 492 copie (maggio 2015). Fondato nel 1939 da Angelo Rizzoli, fu il secondo rotocalco italiano a grande diffusione.

## Storia

### Fondazione
Nel febbraio 1939 il regime fascista impose la chiusura del settimanale «Omnibus». Diretto da Leo Longanesi, era il periodico di attualità più prestigioso tra quelli pubblicati da Angelo Rizzoli, editore e produttore cinematografico milanese. Rizzoli pensò a come evitare di disperdere il patrimonio di professionalità che aveva fatto di Omnibus un giornale di livello superiore alla concorrenza. Decise di fondare un nuovo settimanale, traendo dal vecchio il formato e l'impostazione.
Il governo, per garantirsi un giornale allineato al regime, impose di nominare alla direzione della nuova rivista due giovani. Rizzoli, dopo essersi probabilmente consultato con Longanesi, decise di puntare su due suoi brillanti allievi, Arrigo Benedetti e Mario Pannunzio. I due accettarono e nel giro di pochi mesi organizzarono la nuova rivista. Il primo numero di «Oggi - settimanale di attualità e letteratura» uscì sabato 3 giugno 1939. Il giornale veniva realizzato materialmente a Roma, in via Regina Elena n. 69; la sede legale era a Milano, presso la Rizzoli, in piazza Carlo Erba n. 6. Il primo anno uscì con una foliazione di 16 pagine in formato 36,5 × 48 cm, che l'anno seguente fu ridotto a 28,5 × 35 cm.
Benedetti (formalmente direttore responsabile) e Pannunzio (condirettore), ripresero il modello di «Omnibus» (anche nel tipo di stampa: il rotocalco), proponendo una combinazione di giornalismo e letteratura, muovendosi tra attualità e storia. Il periodico si costruì una propria reputazione, non benvoluto - comunque tollerato - dal regime. Pubblicarono i loro racconti sulle pagine di «Oggi» alcuni giovani scrittori che avrebbero raggiunto una fama internazionale: Elsa Morante, Ennio Flaiano, Giaime Pintor, Tommaso Landolfi, Vitaliano Brancati ed Elio Vittorini.
Le uscite continuarono fino al 31 gennaio 1942. In quella data fu pubblicato un articolo dell'ex capo di Stato maggiore della Marina, Gino Ducci (La guerra degli oceani) in cui la flotta navale germanica era confrontata con quella statunitense; Ducci concludeva asserendo che le forze nemiche apparivano superiori. L'ambasciatore tedesco in Italia, Mackensen, protestò ufficialmente. Il regime ordinò la chiusura del periodico per "disfattismo". Con la testata mutata in «Settegiorni» e la direzione affidata a Giovanni Mosca, la rivista tornò a uscire il 2 maggio 1942 fino al 4 settembre 1943, quando la sede centrale della Rizzoli (piazza Carlo Erba) fu bombardata e dovette giocoforza essere abbandonata.

### Dal 1945 a oggi
- 1946: 30 000 copie
- 1947: 100 000
- 1950: 500 000
- 1955: 760 000
- 1957: 650 000
- 1964: 669 000
- 1968: 848 000
- 1972: 935 000

Fonte: Silvia Pizzetti, I rotocalchi e la storia (1982).
- 1939-1940: 1 lira;
- 1942: 1,53 lire;
- 21 luglio 1945: 15 lire;
- dicembre 1945-1946: 20 lire;
- 1947-1951: 50 lire;
- 1951-1960: 60 lire;
- 1961-1962: 70 lire;
- 1962: 80 lire;
- 1963-1966: 100 lire;
- 1967-1969: 120 lire;
- 1970-1971: 150 lire;
- 1971-1972: 180 lire;
- 1972: 200 lire;
- 1973-1974: 250 lire;
- 1974-1975: 300 lire;
- 1975: 350 lire;
- 1976: 400 lire;
- 1976-1979: 500 lire;
- 1979: 600 lire;
- 1980: 700 lire;
- 1981: 800 lire;
- 1981: 900 lire;
- 1982: 1 000 lire;
- 1983: 1 200 lire;
- 1984: 1 300 lire;
- 1984-1985: 1 500 lire;
- 1985: 1 800 lire;
- 1986-1988: 2 000 lire;
- 1988: 2 200 lire;
- 1989: 2 300 lire;
- 1990-1991: 2 500 lire;
- 1992-1994: 2 700 lire;
- 1994: 2 800 lire;
- 1995-1997: 3 000 lire;
- 1998-2001: 3 200 lire;
- 2001-2006: 3 300 lire o 1,7 euro;
- 2007-2008: 1,9 euro;
- 2009-2015: 2 euro.

Finita la guerra, si ebbe il rilancio definitivo. Angelo Rizzoli era ancora il proprietario della testata. Non avendo però ottenuto il permesso di stampa dalle autorità americane, per far uscire il giornale Rizzoli si rivolse allo scrittore Edilio Rusconi, in possesso di un'autorizzazione ad personam. Fu Rusconi ad assumere la direzione del settimanale (e per tre anni Rusconi figurò anche come editore). La rivista tornò nelle edicole il 21 luglio 1945, con una foliazione di 16 pagine, in formato tabloid al prezzo di 15 lire (che, alla fine dello stesso anno, salirono a 20). Capo della redazione romana era Ugo Zatterin. Altre firme erano Giovanni Mosca (già direttore di «Settegiorni» nell'anteguerra) e Oreste Del Buono.
A partire dal 1946 apparve una serie di servizi fotografici sugli avvenimenti più drammatici degli anni recenti. Tra essi, un reportage su un campo d'internamento tedesco per militari italiani. Questi servizi portarono la tiratura a raggiungere le 30 000 copie, iniziando una tendenza che proseguì negli anni successivi.
Nel 1947 fu adottata una nuova veste tipografica (che è stata mantenuta fino al 2011), la foliazione salì a trentadue pagine e il prezzo fu portato a 30 lire. Il settimanale ebbe una vendita media di 100 000 copie. In estate Jacopo Rizza riuscì a intervistare il bandito Salvatore Giuliano, latitante dopo la strage di Portella della Ginestra e ricercato dalla polizia. Il servizio, corredato dalle fotografie di Ivo Meldolesi, fu il primo scoop del settimanale. Nel novembre dello stesso anno «Oggi» fece un altro scoop pubblicando il servizio fotografico a colori (il primo della sua storia) sulle nozze della principessa Elisabetta d'Inghilterra. Per battere la concorrenza i giornalisti furono fatti viaggiare da Milano a Londra in aereo. «Oggi» uscì in edicola battendo ogni record di tempestività. Fu un colpo clamoroso: il settimanale balzò da 100 000 copie a 250 000.
Un nuovo picco fu raggiunto con il reportage dettagliato della tragedia di Superga (1949): «Oggi» toccò il record di mezzo milione di copie. La linea editoriale era consolidata: i lettori volevano i fatti della cronaca (anche quelli drammatici, come l'alluvione del Polesine) insieme alle notizie che permettevano di sognare un futuro roseo. Durante gli anni cinquanta le vendite si mantennero in media sopra le 500 000 copie, facendo di «Oggi» il secondo settimanale italiano dopo la «Domenica del Corriere». Gli articoli più letti furono i memoriali-autobiografie dei personaggi famosi (Fausto Coppi, la vedova di Mussolini, Rachele e altri) e il racconto delle nozze delle teste coronate e dei divi di Hollywood.
Nel 1962 «Oggi» approdò stabilmente al colore. Tra le prime copertine a colori vi fu quella sulla scomparsa di Marilyn Monroe dell'agosto 1962. Nell'agosto 1966 la tiratura superò per la prima volta il milione di copie: direttore era Vittorio Buttafava. Nei primi anni settanta il settimanale intensificò i reportage dai continenti extraeuropei. Aumentò il numero delle pagine, fino a punte di 196. Nell'autunno 1973 «Oggi» si assicurò la collaborazione di Indro Montanelli, che aveva lasciato il «Corriere della Sera». Montanelli, firma di punta del giornalismo italiano, rispose alle domande dei lettori: La Stanza di Montanelli apparve dal n. 47 del 22 novembre. La sua rubrica - poi modificata dal 1993 in Dialoghi col direttore di "Oggi" - apparirà fino alla primavera del 2001: un sodalizio lungo 27 anni. Nel 1979 il settimanale aveva una diffusione di 590 000 copie.
Negli anni, «Oggi» ha sempre mantenuto alti livelli di vendita, collocandosi, tra le riviste d'attualità per il largo pubblico, tra i giornali più venduti. Dal febbraio 2010 al gennaio 2022 il direttore di «Oggi» è Umberto Brindani, al quale si deve il più recente restyling grafico, nel maggio 2011. Anche il logo è stato rinnovato e ingrandito, e le singole lettere sono state avvicinate e contornate con un tratto nero definito. La frase "Il settimanale della famiglia italiana" è stata sostituita con la dicitura "Il newsmagazine delle famiglie italiane". Con la direzione di Carlo Verdelli «Oggi» viene sottoposto a un nuovo restyling, dettato dalla volontà dell'editore, Urbano Cairo, di differenziarlo dagli altri periodici onde portarlo verso una fascia alta (soprattutto per gli investitori pubblicitari), e a una riorganizzazione delle pagine: la frase di riferimento diventa "Il settimanale degli italiani" mentre Liliana Segre, Fabio Fazio e Ferruccio de Bortoli sono le tre nuove prestigiose firme che iniziano la collaborazione al periodico.

## Direttori
La fine di una direzione non coincide con l'inizio della successiva perché da un numero all'altro passano sette giorni.
- Mario Pannunzio e Arrigo Benedetti (3 giugno 1939 - 31 gennaio 1942)
- Edilio Rusconi (21 luglio 1945 - 29 novembre 1956)
- Emilio Radius (6 dicembre 1956 - 31 maggio 1962)
- Lamberto Sechi (7 giugno 1962 - 6 febbraio 1964)
- Vittorio Buttafava (13 febbraio 1964 - 8/14 novembre 1976)
- Paolo Occhipinti (15/21 novembre 1976 - 7 dicembre 1979)
- Willy Molco (14 dicembre 1979 - 22 settembre 1982)
- Paolo Occhipinti (29 settembre 1982 - 6 luglio 2005), 2ª volta
- Pino Belleri (13 luglio 2005 - 19 novembre 2008)
- Andrea Monti (26 novembre 2008 - febbraio 2010)
- Umberto Brindani (febbraio 2010 - 31 gennaio 2022)
- Carlo Verdelli (1º febbraio 2022[16] - 30 giugno 2024[17])
- Andrea Biavardi (9 luglio 2024 - in carica[18])

## Firme

### 1939 e 1940
- Manlio Lupinacci[19]
- Emilio Canevari
- C. M. Franzero
- Anna Banti
- Enrico Falqui
- Angela Zucconi
- Gino Visentini
- Bruno Barilli
- Tommaso Landolfi
- Ennio Flaiano
- Giulio Colamarino
- Salvatore Rosati
- Giaime Pintor
- Giansiro Ferrata
- Sebastiano Timpanaro
- Elsa Morante, con la rubrica «Giardino d'infanzia» o con racconti fuori rubrica, dal 17 giugno 1939 al 6 dicembre 1941, anche con lo pseudonimo Antonio Carrera e (probabilmente) Renzo o Lorenzo Diodati[20]
- Beniamino Dal Fabbro
- Giovanni Calendoli
- Umberto De Franciscis, rubrica «Emporio italiano»
- Ambrogio Spadari
- Giovanni Comisso, pubblica un suo racconto nei nn. 5 e 6 (1939)
- Umberto Morra
- Gianni Granzotto, nel n. 6 dell'8 luglio 1939
- Carlo Bo, nel n. 6 dell'8 luglio 1939
- Curzio Malaparte, editoriale del n. 7 del 15 luglio 1939
- Fabrizio Onofri
- Tito A. Spagnol
- Quintilio Maio
- Renato Guttuso, nel n. 9 del 29 luglio 1939
- Vitaliano Brancati, nei nn. 6 e 9 (1939), poi rubrica «Lettere»
- Eugenio Montale, nel n. 9 del 29 luglio 1939: «La poesia di Emily Dickinson»
- Camillo Pelizzi
- Elio Vittorini, rubrica «Letture americane»
- Cesare Giardini
- Alberto Moravia:
  - recensione di Troilo e Cressida di Shakespeare nel n. 3/1940;
  - racconto Un ballo a Palazzo D. nel n. 8/1940
- Alfonso Gatto
- Augusto Guerriero con le rubriche: "XX Secolo", firmata "Farfarello", e "Ferro e fuoco”, firmata "Ricciardetto".
- Ardengo Soffici, nel n. 6/1940
- Antonio Aniante
- Alberto Savinio, nel n. 7/1940
- Clara Falcone
- Vittorio Zincone
- Giuseppe Prezzolini:
  - nel n. 9 del 29 luglio 1939;
  - nel n. 9 del 1940 recensisce Furore di John Steinbeck;
  - nel n. 14/1940 scrive «Cosa pensano gli americani della guerra».
- Adriano Tilgher
- Alessandro Bonsanti

### Secondo dopoguerra
- Susanna Agnelli
- Silvio Bertoldi
- Silvia Bonino
- Corso Bovio
- Domenico Campana
- Livio Caputo
- Alessandra Casella
- Anna Checchi
- Enzo Fabiani
- Neera Fallaci
- Gilberto Forti
- Fabio Galiani
- Salvatore Giannella
- Luca Goldoni
- Aldo Grasso
- Tommaso Labranca
- Indro Montanelli
- Benedetto Mosca
- Giulio Orecchia
- Carlo Palumbo
- Cristina Parodi
- Anita Pensotti
- Marco Pesatori
- Giuseppe Piazzi
- Giorgio Pisanò
- Luigi Reggi
- Lucia Rizzi
- Vittorio Sgarbi
- Maria Venturi
- Umberto Veronesi
- Lorenzo Vincenti
- Sergio Zavoli
- Leonardo Zega

### Giorni nostri
- Marianna Aprile
- Luca Bottura
- Massimo Bucchi
- Ferruccio de Bortoli
- Giorgio Dell’Arti
- Fabio Fazio
- Silvio Garattini
- Luigi Garlando
- Aldo Grasso
- Alessandra Graziottin
- Enrico Marro
- Valeria Palumbo
- Valeria Parrella
- Mauro Perfetti
- Liliana Segre
- Filippo Sensi
- Walter Veltroni
- Paolo Veronesi

## Galleria d'immagini

Lancio pubblicitario della rivista, 1939
«Oggi», numero 1 (3 giugno 1939)
Testata del numero 1
Colophon del numero 1
La testata di «Oggi» appare dall'autunno 1939 in bianco e nero
Colophon del numero del 30 dicembre 1939
Vista di Manhattan dall'alto nel 1939
Pubblicità della macchina da scrivere Olivetti «Studio 42»
Pubblicità della macchina da presa Agfa «Movex 8»
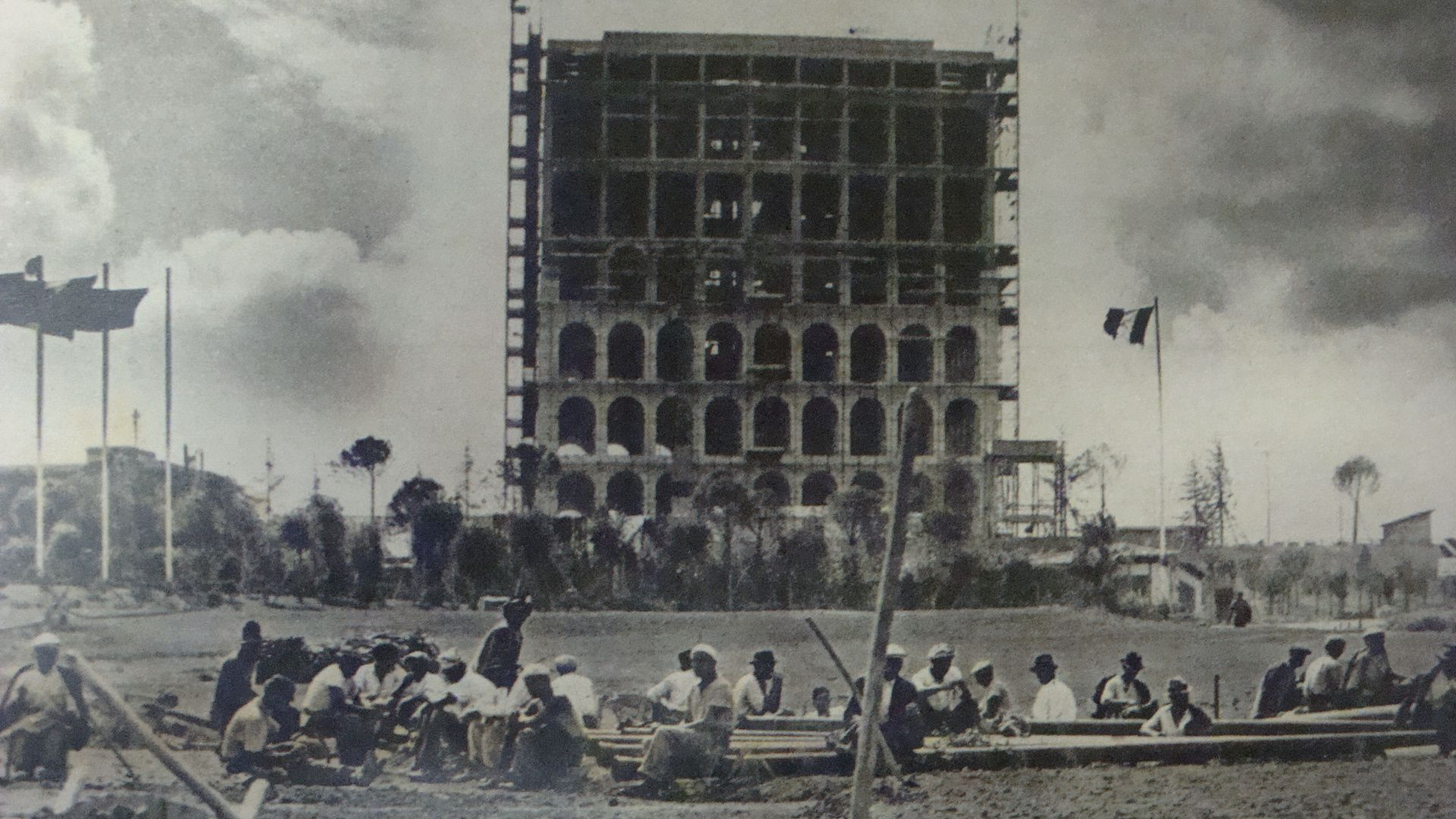
In copertina il cantiere dell'E.42 durante l'ora di sosta degli operai (1940)
Numero del 13 aprile 1940. La didascalia recita: «Moda italiana. Abito in grigio e bianco da passeggio».

- Oggi, numero 19 del 1946 (JPG), su a.imageshack.us.
- Oggi, numero 7 del 1950 (JPG), su a.imageshack.us.
- Oggi, numero 31 del 1968 (JPG), su a.imageshack.us.
- Oggi, numero 16 del 1971 (JPG), su a.imageshack.us.